# Agogna
Der Agogna ist ein linker Nebenfluss des Po und etwa 140 km lang. Er fließt durch die zwei italienischen Regionen Piemont und Lombardei. Seine Quelle befindet sich zwischen dem Ortasee und dem Lago Maggiore am Monte Mottarone. Danach führt sein Verlauf Richtung Süden durch die Provinzen Novara und Pavia. Bei Balossa Bigli, einem Ortsteil der Gemeinde Mezzana Bigli mündet er schließlich in den Po. 

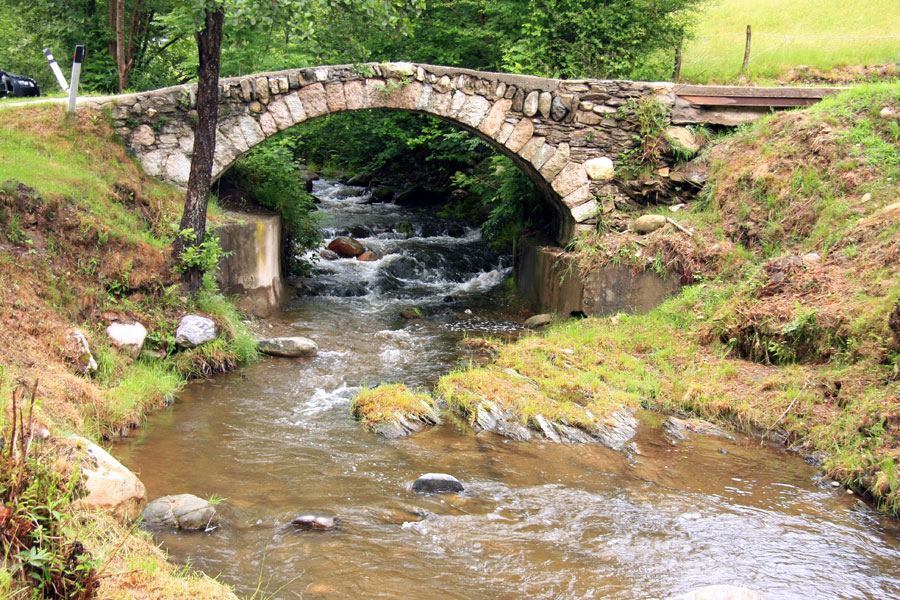
Der Agogna nahe seiner Quelle bei Armeno

Während der Napoleonischen Kriege gab es ein Departement, das nach dem 
Fluss benannt wurde und dessen Hauptstadt Novara war.